# Coppa UNPO
La Coppa UNPO è stata una competizione calcistica internazionale organizzata dall'Organizzazione delle nazioni e dei popoli non rappresentati (UNPO). I partecipanti erano tutti appartenenti al NF-Board.
La Coppa UNPO è stata ospitata nei Paesi Bassi il 23 giugno 2005, in occasione della settima assemblea generale dell'UNPO. Gli incontri furono giocati a L'Aia.

## Squadre partecipanti
- Camerun meridionale
- Cecenia
- Molucche meridionali
- Papua occidentale

## Risultati
|  | Semifinali                 | Semifinali                 | Semifinali |         |                      | Finale               | Finale | Finale |  |
|  |                            |                            |            |         |                      |                      |        |        |  |
|  | Molucche meridionali (dtr) | Molucche meridionali (dtr) | 1 (?)      |         |                      |                      |        |        |  |
|  | Molucche meridionali (dtr) | Molucche meridionali (dtr) | 1 (?)      |         |                      |                      |        |        |  |
|  | Papua occidentale          | Papua occidentale          | 1 (?)      |         |                      |                      |        |        |  |
|  | Papua occidentale          | Papua occidentale          | 1 (?)      |         | Molucche meridionali | Molucche meridionali | 3      |        |  |
|  |                            |                            |            |         | Molucche meridionali | Molucche meridionali | 3      |        |  |
|  |                            |                            | Cecenia    | Cecenia | 1                    |                      |        |        |  |
|  | Cecenia (dtr)              | Cecenia (dtr)              | Cecenia    | Cecenia | 1                    | 2 (?)                |        |        |  |
|  | Cecenia (dtr)              | Cecenia (dtr)              |            |         |                      |                      |        |        |  |
|  | Camerun meridionale        | Camerun meridionale        | 2 (?)      |         |                      |                      |        |        |  |

### Semifinali
| L'Aia 23 giugno 2005                     | Cecenia          | 2 – 2 (d.t.s.) | Camerun meridionale | Sportcomplex De Verademing |
| \| \| \| \| \| \| Tiri di rigore – \| \| |                  |                |                     |                            |
|                                          |                  |                |                     |                            |
|                                          | Tiri di rigore – |                |                     |                            |

| L'Aia 23 giugno 2005                     | Molucche meridionali | 1 – 1 (d.t.s.) | Papua occidentale | Sportcomplex De Verademing |
| \| \| \| \| \| \| Tiri di rigore – \| \| |                      |                |                   |                            |
|                                          |                      |                |                   |                            |
|                                          | Tiri di rigore –     |                |                   |                            |

### Finale
| L'Aia 23 giugno 2005 | Molucche meridionali | 3 – 1 | Cecenia | Sportcomplex De Verademing |